# Bala Buluk (huyện)
Bala Buluk là một huyện thuộc tỉnh Farah, Afghanistan. Dân số thời điểm năm 1999 là 47,801 người.